# Itasina filifolia
Itasina filifolia – gatunek gatunek rośliny wieloletniej z rodziny selerowatych. Jest jedynym przedstawicielem monotypowego rodzaju Itasina Rafinesque, Good Book 51. Jan 1840 i endemitem południowych krańców Afryki (Prowincja Przylądkowa Zachodnia).

## Morfologia
Bylina osiągająca 0,5 m wysokości. Liście wyłącznie odziomkowe, zasychają w czasie kwitnienia. Blaszka równowąska do nitkowatej. Drobne, białe kwiaty zebrane w baldach złożony.